# 细菌性肺炎
细菌性肺炎是一种细菌感染引起的肺炎类型。

## 症状和体征
- 肺炎
- 发烧
- 畏寒
- 咳嗽
- 流鼻涕 (无论是直接的细菌性肺炎，或者伴随着初级 肺炎病毒)
- 呼吸困难 –呼吸急促
- 胸痛
- 寒战
- 肺炎球菌肺炎可能导致咳血，或 典型的咯“生锈"痰[2]

## 类型

### 革兰氏阳性菌肺炎
肺炎链球菌 (J13)是在所有年龄组除了新生婴儿最常见的细菌 引起的肺炎。 肺炎链球菌作为一个革兰氏阳性细菌，也经常于没有肺炎的人的咽部中发现。
其他重要的革兰氏阳性菌肺炎是金黄色葡萄球菌 (J15.2)和炭疽杆菌的。

### 革兰氏阴性菌肺炎
革兰氏阴性细菌较少：流感嗜血杆菌 (J14), 肺炎杆菌 (J15.0)中， 大肠埃希氏菌 (J15.5), 绿脓杆菌 (J15.1)，百日咳和 莫拉菌 是最常见的。
这些细菌经常存在于肠道，当肠道内容物(例如呕吐或粪便)的时候吸入肺中。

### 非典型
引起肺炎的非典型细菌有伯克霍尔德杆菌，肺炎衣原体（J16.0），肺炎支原体（J15.7）和嗜肺军团菌。
术语"非典型"并不涉及这些生物体会多么经常导致肺炎，以及它如何应对共同的 抗生素 或如何典型症状；它指的是相反的事实，这些生物具有非典型的或不存在的细胞壁的结构和不采取 革兰氏染色 相同的方式作为阴性和阳性的生物体。
鼠疫耶尔森菌导致的肺炎通常被称为肺鼠疫。

## 病理生理
细菌通常通过吸入进入肺部，但是如果身体的其他部位被感染，它们可以通过血液到达肺部。 通常，细菌生活在上呼吸道的一部分，并不断被吸入肺泡，肺部发生气体交换的深处。 一旦进入肺泡，细菌通过连接毛孔进入细胞之间的空间以及相邻的肺泡之间。 这种入侵触发了免疫系统通过发送负责攻击微生物（嗜中性粒细胞）的肺白细胞反应。 嗜中性粒细胞吞食并杀死有害生物，但也释放导致免疫系统普遍活化的细胞因子。 这导致了细菌和真菌性肺炎常见的发热，寒战和疲劳。 从周围血管泄漏的嗜中性粒细胞，细菌和液体填充肺泡并导致氧运输受损。
细菌可以从肺部传播到血液中（菌血症），并且可以导致严重的疾病，如败血症和最终的败血性休克，其中低血压导致身体多个部位，包括脑，肾和 心。 他们也可以前往肺部和胸壁之间的区域，称为胸膜腔。

## 治疗
抗生素是治疗细菌性肺炎的首选，通气（给氧）作为支持疗法。 抗生素的选择取决于肺炎的性质，地理区域最常引起肺炎的微生物，以及个体的免疫状态和潜在的健康状况。 在英国，绝大多数社区获得性肺炎患者使用阿莫西林作为一线治疗，有时还添加克拉霉素。 在北美，社区获得性肺炎的“非典型”形式越来越普遍，克拉霉素，阿奇霉素或氟喹诺酮类作为单一治疗已取代阿莫西林作为一线治疗。 在开始药物治疗时，总是需要考虑抗生素耐药性的局部模式。 在住院患者或免疫缺陷患者中，当地的指导方针决定了抗生素的选择。

### 革兰氏阳性菌
肺炎链球菌 - 阿莫西林（或青霉素过敏患者使用红霉素）; 头孢呋辛和红霉素应用于病情危重患者。 金黄色葡萄球菌 - 氟氯西林（抗生物体的β-内酰胺酶）。

### 革兰氏阴性菌
- 流感嗜血杆菌的 — 强力霉素；第二代 菌素 ，例如 头孢克洛
- 肺炎杆菌
- 大肠杆菌
- 绿脓杆菌— 环丙沙星
- 粘膜炎莫拉菌

### 非典型菌
- 肺炎衣原体 - 强力霉素
- 鹦鹉热衣原体 - 红霉素
- 肺炎支原体 - 红霉素
- 伯纳特氏立克次氏体 - 强力霉素
- 嗜肺军团菌 - 红霉素，有时加用利福平。

因肺炎呼吸困难的人可能需要额外的氧气。 一个病情严重的人可能需要人工通气和重症监护作为救命的措施，而患者的免疫系统在抗生素和其他药物的帮助下对抗感染病因。

## 预防
预防细菌性肺炎是通过进行疫苗接种，针对肺炎链球菌（用于成人的肺炎球菌多糖疫苗和用于儿童的肺炎球菌缀合物疫苗），B型流感嗜血杆菌，脑膜炎球菌，百日咳博德特氏菌，炭疽芽孢杆菌和鼠疫耶尔森氏菌進行預防性接種。